# Польове (Калінінградська область)
Польове (рос. Полевое) — селище Гур'євського міського округу, Калінінградської області Росії. Входить до складу Новомосковського сільського поселення.
Населення —  99 осіб (2015 рік). 

## Населення
| 2002 | 2010 | 2011 |
| ---- | ---- | ---- |
| 115  | ↘99  | →99  |